# 2003 GF55
2003 GF55, também escrito como 2003 GF55, é um objeto transnetuniano (TNO) que está localizado no Cinturão de Kuiper, uma região do Sistema Solar. Este corpo celeste é classificado como um cubewano. Ele possui uma magnitude absoluta de 6,6 e tem um diâmetro com cerca de 211 km. O astrônomo Mike Brown lista este corpo celeste em sua página na internet como um candidato a possível planeta anão.

## Descoberta
2003 GF55 foi descoberto no dia 1 de abril de 2003 pelo astrônomo Marc W. Buie.

## Órbita
A órbita de 2003 GF55 tem uma excentricidade de 0,053 e possui um semieixo maior de 45,690 UA. O seu periélio leva o mesmo a uma distância de 43,270 UA em relação ao Sol e seu afélio a 48,110 UA.